# Les Malheurs de l'amour
Les Malheurs de l’amour sont un roman-mémoires en 2 volumes in-12 publié en 1747 par Mme de Tencin à Amsterdam (Paris / Ambroise Tardieu).

## Analyse thématique et structure
L’article Claudine Guérin de Tencin fournit une analyse assez détaillée de ce roman qui fit partie jusqu’en 1760, avec les Lettres d'une Péruvienne ou les Confessions du comte de ***, des neuf romans les plus lus en France.

## L’histoire

### Tome premier
Pauline, la narratrice, retirée à l’abbaye de Saint-Antoine à Paris, raconte vers 1680, les événements qui ont marqué sa jeunesse, quelque quarante ans auparavant.
Fille unique d’un riche financier parisien peu scrupuleux et d’une bourgeoise fortunée et libertine, Pauline reçoit dès l’enfance une éducation corrompue qui vise à la rendre fière et dédaigneuse. Mise de bonne heure au couvent, elle n’y acquiert pas de meilleurs principes. Elle y rencontre néanmoins Eugénie, une religieuse plus raisonnable que les autres, qui bien vite deviendra sa confidente attitrée.
De retour dans la maison paternelle, la jeune fille doit supporter la vanité, l’affectation et la coquetterie d’une mère, dont la monomanie consiste à devenir à tout prix une dame de qualité, ainsi que les assauts de petits-maîtres attirés par sa fortune. C’est dans ce milieu perverti qu’elle rencontre pourtant, un jour, au théâtre, le comte de Barbasan,- un jeune noble désargenté dont elle va tomber amoureuse. Malheureusement sa mère a d’autres projets. Elle lui annonce bientôt qu’elle l’a promise au duc de N***, qui n’est intéressé que par la dot de la jeune fille, et que le mariage se fera incessamment. Pauline désemparée court alors se confier à Eugénie qui lui fait promettre de suivre sa raison et d’oublier Barbasan. Cette stratégie n’amène pas cependant le résultat escompté, car le jeune comte, piqué par l’indifférence apparente de l’héroïne ainsi que par l’imminence de son mariage, en vient peu après à lui découvrir son amour ; et ce, sous les yeux du duc de N*** que les amants n’aperçoivent qu’à la fin de leur entretien.
Encouragée par un tel aveu, Pauline décide de tenter de gagner son père à sa cause (un homme des meilleurs, s’il ne se laissait gouverner par sa femme). Second coup du sort -qui ne se révélera en définitive pas si contraire à l’héroïne- ce dernier, miné par les infidélités de son épouse, devenue entre-temps la maîtresse du duc de N***, tombe malade et meurt peu après, non sans avoir confié en secret à sa fille la presque totalité de ses biens, afin qu’elle puisse contrecarrer les projets de sa mère. Privée de son seul allié, l’héroïne trouve refuge au couvent d’Eugénie d’où elle demande sa liberté au duc de N***. Celui-ci la lui accordera d’autant plus volontiers qu’il la croit désormais sans fortune. Il se consolera d’ailleurs bien vite en épousant la mère de l’héroïne, ou plutôt les richesses que celle-ci possède en propre.
Après plusieurs mois de bonheur durant lesquels les amants se voient presque tous les jours, Pauline se risque de proposer à Barbasan de l’épouser lorsqu’elle aura atteint sa majorité. La grossesse de sa mère vient cependant bouleverser ses projets. En effet le duc de N*** s’oppose à ce mariage, car il exige que toute la fortune de sa femme revienne plus tard à son futur enfant. Un autre malheur vient achever d’accabler l’héroïne : Barbasan, à la suite d’un duel où il tue un petit-maître qui avait médit de son amante, se voit incarcéré au Châtelet. Là, il subit impuissant les foudres du duc de N*** qui pousse la procédure en sa défaveur. Pauline n’hésite pas. Grâce à l’argent de son père, elle le fait évader et l’envoie dans une retraite sûre qu’elle lui a préparée à Francfort. La mort de sa mère en couches, que le duc de N*** a sacrifiée pour sauver son fils, l’empêche toutefois de rejoindre directement son amant. Elle ne le fera que quelques mois plus tard (le temps de régler les formalités de la succession), inquiète de n’avoir pas reçu de ses nouvelles jusque-là. À Francfort, une désagréable surprise vient confirmer ses craintes : sa logeuse lui apprend que Barbasan s’est marié et que sa femme est enceinte de ses œuvres. Dépitée, elle cherche à le revoir, mais celui-ci s’enfuit dès qu’il l’aperçoit.
De retour à Paris, une autre épreuve attend la jeune fille. Le duc de N***, qui a décidé subitement de lui reprendre la petite part d’héritage qu’il lui avait concédée à la mort de sa mère, l’attaque en justice. Pauline décide de se défendre. Soutenue par le président d’Hacqueville, qui tombe amoureux de sa cliente, elle finit par gagner son procès au bout de quelques mois. Le président, par l’intermédiaire d’Eugénie, lui demande alors de l’épouser. Pauline, bien que poussée par son amie à accepter, hésite et menace de prendre le voile. La religieuse lui raconte alors l’histoire de sa vie dans l’espoir de la détourner de ce funeste projet.

### Tome second
L’Histoire d’Eugénie produit l’effet escompté. Pauline, surmontant sa répugnance, se résout, mi par dépit, mi par vengeance envers Barbasan, à épouser le président d’Hacqueville. Elle refuse cependant au début de leur union que leur mariage soit consommé, mais finit par céder à ses devoirs au bout de quelques mois. Dès lors, elle fait tout ce qu’elle peut, pour se trouver heureuse, et elle l’est autant qu’on peut l’être par la raison. Un événement important vient bientôt troubler ce repos.
En effet, elle est amenée un jour auprès d’une mourante, Hypolite, qui se révèle être la femme qu’elle a vue en compagnie de Barbasan à Francfort. Cette dernière, dont le père est en fait le geolier du Châtelet, l’implore tout d’abord de prendre soin après sa mort de son fils, puis se met à lui conter ses malheurs. Pauline apprend ainsi qu’Hypolite, lors de la captivité de Barbasan, s’est éprise du jeune homme et que le jour de l’évasion de celui-ci, elle réussit, déguisée en homme, à prendre la place de son frère qui devait escorter le comte jusqu’à Francfort. Abusé par le travesti de la jeune fille et par la maladie qui le tient de longs mois alité, notre héros ne découvrira pas avant Mayence le véritable sexe de son compagnon. Et là, dans un moment de faiblesse, de succomber à ses charmes ; pour tout aussitôt regretter son geste et d’envisager de placer la jeune fille dans un couvent. La grossesse d’Hipolyte viendra contrecarrer ses projets. Contraint de l’emmener jusqu’à Francfort (où elle se fait passer pour sa femme), il finira par l’abandonner, non sans lui avoir fait savoir au préalable que Pauline reste l’unique objet de son amour. Pauline, en entendant ses derniers mots, retrouve alors toute sa flamme pour Barbasan et promet à Hypolite de s’occuper de son fils.
Quelques mois plus tard, le président d’Hacqueville part mystérieusement pour une de ses terres près de Marmande en Gascogne. Inquiète de ne pas recevoir de ses nouvelles, Pauline le rejoint et le découvre souffrant, persuadé qu’elle est la mère du fils de Barbasan. Il meurt bientôt de chagrin, n’étant qu’à moitié convaincu de l’innocence de sa femme. Pauline est désespérée. Pourtant très vite, son amour pour Barbasan l’emporte sur ses autres sentiments et la rend aussi passionnée qu’autrefois.
Pauline vit dès lors dans le souvenir de cet amour malheureux, quand un jour, un inconnu, commandité par le duc de N** qui n’a pas renoncé à s’approprier la fortune de sa belle-fille, tente de l’enlever lors de sa promenade quotidienne. Un autre homme, en qui l’héroïne ne reconnaît pas Barbasan, vient cependant rapidement à son secours, lui permettant ainsi de prendre la fuite. En état de choc, elle doit s’aliter. Ce n’est que quelques jours plus tard qu’elle apprend l’identité de son sauveur ainsi que sa mort : le duc de N***, qui succombera peu après aux blessures que lui a infligées Barbasan, l’ayant abattu en traître d’un coup de pistolet.
Sa raison d’être ayant disparu, plus rien ne rattache l’héroïne au monde. Elle décide ainsi, sans toutefois s’engager par des vœux, de s’enfermer dans l’abbaye de Saint-Antoine avec Eugénie, où rien, des années durant, ne saura l’arracher à son amour perdu, si ce n’est le fils de Barbasan dont elle assurera, anonymement, l’éducation et la fortune.

#### Histoire d'Eugénie
Aux alentours de 1603, une jeune fille de six ans, Mlle d’Essei (Eugénie), se voit placée par des parents qu’elle ne connaît pas à l’abbaye du Paraclet. Elle y reste de nombreuses années, supportant tant bien que mal la vie conventuelle, jusqu’au jour où une ancienne pensionnaire du couvent, Mlle de Magnelais, vient, par jalousie envers sa beauté, lui vanter les charmes du monde. Cette dernière lui avoue également, pour la piquer, qu’elle est aimée d’un certain chevalier de Benauges. Troublée par ce récit, Mlle d’Essei trouve soudain son couvent moins attrayant. Aussi, la mère abbesse, par bonté d’âme, lui propose de connaître le monde avant de prendre aucun engagement religieux. Elle la confie ainsi à sa sœur, Mme de Polignac qui décide, avec le secret espoir de lui trouver un mari, de l’emmener à Paris dans le temps des fêtes données à l’occasion des fiançailles de  Louis XIII avec Anne d’Autriche en 1612.
Après un voyage sans encombre au cours duquel elle fait la connaissance du comte de Blanchefort, Mlle d’Essei remarque, lors du fameux carrousel de la place Royale, un cavalier des plus habiles, le marquis de La Valette. Ce dernier, ébloui par la beauté de la jeune fille, s’éprend aussitôt d’elle et lui déclare bientôt sa flamme, en lui laissant entrevoir qu’il souhaiterait l’épouser. Mlle d’Essei n’est pas insensible à son amour, jusqu’au moment où elle apprend de Mlle de Magnelais, qu’elle rencontre par hasard, que le prétendu chevalier de Benauges que celle-ci doit épouser, n’est autre que le marquis de la Valette. Il avait dû lui cacher jusque-là sa véritable identité pour des raisons d’État.
Dépitée, Mlle d’Essei se retire au Paraclet. Elle y reçoit bientôt les soins du comte de Blanchefort qui, entre-temps, a demandé sa main à Mme de Polignac. Cette dernière pousse la jeune fille à accepter, non seulement pour « punir » La Valette qui vient encore de ternir sa réputation en abandonnant Mlle de Magnelais et en se battant en duel pour une autre femme, avec son vieil ami Bellomont, mais encore parce qu’elle se sent menacée dans sa santé. Le mariage se fait donc, mais reste secret à cause de l’opposition des parents de Blanchefort. Peu après le décès de sa protectrice, Mlle d’Essei constate qu’elle est enceinte. Elle décide de rejoindre l’abbesse du Paraclet dans sa maison de campagne, pour y attendre la déclaration officielle de son mariage.
Cependant, Blanchefort, à qui le connétable de Luynes vient d’offrir la main de sa fille, se ravise et finit par abandonner Mlle d’Essei, non sans avoir écarté au préalable tous les témoins de leur mariage morganatique. La jeune fille songe alors à se donner la mort, quand survient un jour à l’improviste le marquis de La Valette qui la supplie de l’épouser. Il lui conte ensuite, pour justifier sa conduite, sa version des faits. L’héroïne apprend ainsi que lorsqu’il l’a rencontrée pour la première fois, il venait de découvrir que Mlle de Magnelais le trompait avec son meilleur ami, Bellomont, et que, pour ne pas la perdre d’honneur, il avait décidé de l’éviter et de prendre tous les torts sur lui. Il lui confie encore qu’il avait voulu tout lui avouer, mais qu’il en avait été empêché par la gravité de ses blessures reçues lors du duel. Connaissant enfin la vérité, Mlle d’Essei ne peut que lui avouer et son mariage et sa grossesse. Elle le prie ensuite, pour des raisons morales, de ne plus chercher à la revoir.
Un an plus tard (1615), après avoir perdu son fils et rompu définitivement avec Blanchefort, elle décide, ayant tout juste dix-huit ans, de prendre le voile. Peu de temps avant la cérémonie, un homme, se présentant comme son oncle, vient lui apprendre qu’elle est la fille du duc de Joyeuse, et par conséquent une des plus riches héritières de France, du fait de la mort de son père et de son frère au profit duquel elle avait été éloignée. Par peur de souffrir à nouveau, elle ne renonce pourtant pas à ses projets. Et ni les remords et le retour de flamme de Blanchefort, qui n’hésitera pas à interrompre la cérémonie de la prise de voile, ni les supplications de La Valette, ne la feront changer d’avis.
Devenue religieuse sous le nom d’Eugénie, elle obtiendra, à la mort de l’abbesse du Paraclet, le droit de se retirer à l’abbaye de Saint-Antoine à Paris où l’amitié de Pauline, qu’elle rencontrera bien des années plus tard, ainsi que celle de La Valette, qui lui rend souvent visite, viendront alléger quelque peu le poids de sa réclusion.

## Adaptations étrangères
James R. Foster dans son étude History of the Preromantic Novel in England, estime que Les Malheurs de l'amour sont la source de deux romans anglais de l'époque :
- Frances Chamberlain Sheridan, The Memoirs of Miss Sydney Bidulph, extracted from her own Journal, 1761. (Traduit en français par l'abbé Prévost l'année suivante)
- (Anonyme), The Female Adventurers, Follingsby, London, 1765.
Il a encore inspiré une pièce de théâtre :
- Jean-Rodolphe Sinner de Ballaigues, Les malheurs de l'amour. Drame. Chez B.L. Walthard, Berne, 1775.
- Claudine-Alexandrine Guerin de Tencin, Memoirs of the Count of Comminge and the Misfortunes of Love, Arizona State University, Arizona Center for Medieval & Renaissance Studies, 2016 - 147 pages
- Neshchastnai︠a︡ li︠u︡bovʹ. Perevedena sʺ frant︠s︡uzskago na rossīĭskoĭ i︠a︡zykʺ. Нещастная любовь Переведена съ французскаго на россійской языкъ. (Amour irréel, traduit du français en russe), Saint-Pétersbourg, 1779.

## Édition originale
- Les / Malheurs / de / l’amour. / - Insano nemo in amore sapit, Propert. /  A Amsterdam (Paris / Ambroise Tardieu). / 1747, 2 vol. in-12 de 247 et 319 p.L’édition originale s’ouvre par une Epitre Dédicatoire à M... : « M. Je n’écris que pour vous. Je ne désire des succès que pour vous en faire hommage. Vous êtes l’Univers pour moi ». (Il s'agit en fait du vers 18, tronqué, de l'élégie XIV de Properce, l'une des rares consacrées au bonheur : Scilicet insano nemo in amore videt[4]) Voir : https://gallica.bnf.fr/ark:/12148/bpt6k108852b.image

## Édition moderne
- Claudine-Alexandrine de Guérin de Tencin, Les Malheurs de l’amour, éd. Erik Leborgue, Paris, Desjonquères, 2001.  (ISBN 9782843210303)